# 전용기
전용기(田溶冀, 1991년 10월 26일~)는 대한민국의 정치인이다. 제21·22대 국회의원이다.

## 학력
- 삼계중학교 졸업
- 합포고등학교 졸업
- 한양대학교 ERICA캠퍼스 생활체육학 학사
- 한양대학교 일반대학원 경영컨설팅학 석사

## 경력
- 2015년 12월~2016년 12월: 한양대학교 ERICA캠퍼스 총학생회장[1]
- 2016년 3월~2016년 12월: 경기도대학생협의회 5기 의장
- 2017년 2월~: 경기도 청년정책위원회 부위원장[2]
- 2017년 4월~2017년 5월: 제19대 대통령 선거 더불어민주당 문재인 대통령 후보 미래세대공동본부장[3]
- 2017년 4월~2017년 5월: 제19대 대통령 선거 더불어민주당 문재인 대통령 후보 조직특보
- 2017년 9월~2017년 11월: 더불어민주당 정당발전위원회 기획위원[4]
- 2017년 11월~2018년 8월: 더불어민주당 청년정책연구소 연구위원
- 2018년 3월~2018년 8월: 더불어민주당 전국대학생위원회 부위원장[5]
- 2018년 4월~: 경기도 주민참여예산위원회 위원[6]
- 2018년 10월~2020년 10월: 더불어민주당 전국대학생위원회 위원장
  - 2018년 11월~2020년 10월: 더불어민주당 중앙당 당현대화추진위원회 네트워크 분과 위원
  - 2019년 1월~2020년 10월: 더불어민주당 중앙당 당원자격심사위원회 위원
- 2020년 3월~2020년 4월: 더불어시민당 비례대표[7] 국회의원 후보
- 2020년 4월 15일: 대한민국 제21대 국회의원 선거 당선(비례대표, 더불어시민당, 초선)
- 2020년 9월~2021년 1월: 더불어민주당 중앙당 선거관리위원회 위원
- 2021년 2월~2022년 8월: 민주연구원 이사
- 2021년 5월~2022년 10월: 더불어민주당 정책위원회 상임부의장
- 2022년 5월~2023년 5월: 더불어민주당 원내부대표(청년) 겸 박홍근 원내대표 비서실장
- 2022년 7월~2024년 2월: 더불어민주당 경기도당 화성시 을 지역위원회 부위원장
- 2022년 11월~2024년 10월: 더불어민주당 전국청년위원회 위원장
- 2023년 10월~: 더불어민주당 검찰독재정치탄압대책위원회 검사범죄대응태스크포스 위원
- 2023년 11월~2024년 4월: 더불어민주당 제22대 국회의원 선거 기획단 위원
- 2024년 4월 10일: 대한민국 제22대 국회의원 선거 당선(경기 화성시 정, 더불어민주당, 재선)
- 2024년 5월~: 더불어민주당 경기도당 화성시 정 지역위원회 위원장
- 2024년 8월~: 더불어민주당 국민소통위원장
- 2024년 11월~: 더불어민주당 이재명 대표 정무특보단 디지털전략특보
- 2025년 8월~: 더불어민주당 사법개혁특별위원회 부위원장

### 의정 활동
- 2020년 5월 30일~2024년 5월 29일: 제21대 국회의원(비례대표, 더불어민주당, 초선)[A]
  - 2020년 6월~2021년 3월: 제21대 국회 전반기 문화체육관광위원회 위원
  - 2021년 3월~2021년 5월: 제21대 국회 전반기 국토교통위원회 위원
  - 2021년 5월~2022년 5월: 제21대 국회 전반기 문화체육관광위원회 위원
  - 2022년 4월~2024년 5월: 제21대 국회 언론미디어제도개선 특별위원회 위원
  - 2022년 7월~2023년 5월: 제21대 국회 후반기 국회운영위원회 위원
  - 2022년 7월~2024년 5월: 제21대 국회 후반기 환경노동위원회 위원
  - 2022년 8월~2023년 5월: 제21대 국회 후반기 예산결산특별위원회 위원
  - 2023년 11월~2023년 12월: 제21대 국회 대법원장(조희대) 임명동의에 관한 인사청문특별위원회 위원
  - 2024년 5월~2024년 5월: 제21대 국회 후반기 법제사법위원회 위원
- 2024년 5월 30일~: 제22대 국회의원(경기 화성시 정, 더불어민주당, 재선)
  - 2024년 6월~: 제22대 국회 전반기 국토교통위원회 위원
  - 2024년 8월~2025년 7월: 제22대 국회 전반기 국회운영위원회 위원
  - 2024년 12월~: 제22대 국회 순직 해병 수사 방해 및 사건 은폐 등의 진상규명을 위한 국정조사 특별위원회 간사
  - 2025년 6월~2025년 7월: 제22대 국회 국무총리(김민석) 임명동의에 관한 인사청문 특별위원회 위원

## 역대 선거 결과
|  | 33.35% |

|  | 55.72% |

## 소속 정당
| 소속 정당 | 소속 정당    | 소속 기간 | 비고      |
| --------- | ------------ | --------- | --------- |
|           | 더불어민주당 | 2017~2020 | 정계 입문 |
|           | 무소속       | 2020      | 탈당      |
|           | 더불어시민당 | 2020      | 입당      |
|           | 더불어민주당 | 2020~현재 | 합당      |

## 같이 보기
- 대한민국 제21대 국회의원 선거 더불어시민당 후보 목록#비례대표
- 화성시 정
- 화성시의 국회의원